# Qahtan Muhammad al-Shaabi
Qahtan Muhammad al-Shaabi (1920–1981) (em árabe: قحطان محمد الشعبي) foi o primeiro Presidente da República Popular do Iêmen do Sul. A organização política de Al-Shaabi, a Frente Nacional de Libertação (NLF), tomou o controle do país dos britânicos e ganhou supremacia política sobre a oposição, a Frente de Libertação do Iêmen do Sul Ocupado (FLOSY), em 1967. Em 30 de novembro de 1967, o Protetorado da Arábia do Sul foi declarado independente como República Popular do Iêmen do Sul com al-Shaabi como presidente. Al-Shaabi ocupou a presidência até 22 de junho de 1969, quando um grupo linha-dura marxista de dentro do seu próprio NLF assumiu o controle. Foi substituído por Salim Rubai Ali (Salmin), preso, e em seguida, colocado em prisão domiciliar até a década de 1970; vivendo tranquilamente em Aden de sua libertação até sua morte em 1981. 
Al-Shaabi era originalmente um oficial agrícola de Lahej, que fugiu para o Cairo, em 1958. Em 1962, foi anunciado chefe do Exército de Libertação Nacional, formado no Egito, e em 1963 ou 1965, e foi escolhido como chefe fundador do NLF. Após a independência em 1967, era o líder mais conhecido do NLF e o único com mais de 40 anos de idade. Como parte de uma facção de direita da NLF nasserista nacionalista, lutou contra a ala esquerdista marxista por um ano e meio, até sua expulsão em um Movimento Corretivo de 22 de Junho, também conhecido como Movimento Corretivo Glorioso, em 1969. O governo declarou em 1990 que a deposição ocorreu "na falta de uma verdadeira democracia".
O filho de Qahtan, Najeeb Qahtan Al-Sha'abi concorreu sem sucesso na eleição presidencial do Iêmen de 1999 contra o presidente Ali Abdullah Saleh.